# فعل انتقامي (فلم)
فعل انتقامي (بالإنجليزية: Act of Vengeance) هو فيلم دراما وجريمة وسيرة ذاتية أمريكي إنتاج عام 1986، من إخراج جون ماكنزي وتأليف تريفور أرمبريستر مع سكوت سبنسر في كتابة السيناريو وبطولة تشارلز برونسون وإلين بورستين وويلفورد بريملي.

## ملخص القصة
تدور أحداث الفيلم في نهاية عقد الستينات عن عمال المناجم والصراع في نقابة عمال المناجم (UMWA) بين رئيس النقابة وايل بويل وجوزيف يابلونسكي عضو الهيئة التنفيذية في النقابة، بعد أن يتهم جوزيف يابلونسكي وايل بيل بقضايا فساد يقرر ترشيح نفسه لانتخابات رئاسة النقابة وبعد فوز وايل بويل بالانتخابات يطعن جوزيف يابلونسكي بمصداقية الانتخابات وبسبب الصراع المستمر بين الاثنين يلجئ وايل بويل إلى القتلة المأجورين للتخلص من جوزيف يابلونسكي.

## طاقم التمثيل
- تشارلز برونسون في دور جوزيف يابلونسكي
- إلين بورستين في دور مارغريت يابلونسكي
- ويلفورد بريملي دور وايل بويل
- هويت أكستون في دور سيلوس هودليستون
- روبرت شينكان في دور بول جيلي
- إلين باركين في دور أنيت جيلي
- موري تشايكين في دور كلود فيلي
- كارولين كافا في دور شارلوت يابلونسكي
- الوتد موراي في دور إلين روجرز
- ويليام نيومان في دور عزرا مورغان
- آلان نورث في دور ألبرت باس
- راينور شين في دور تيرنس مادن
- توم هارفي في دور وارن الكسندر
- ألف همفريز في دور كين يابلونسكي
- جوزيف كيل في دور تشيب يابلونسكي
- كين بوغ دور إيرل سكيدمور
- كيانو ريفز في دور بودي مارتن

## وصلات خارجية
- مقالات تستعمل روابط فنية بلا صلة مع ويكي بيانات

- فعل انتقامي  في قاعدة بيانات الأفلام على الإنترنت (بالإنجليزية)